# Düwag L
Düwag L – typ silnikowego wagonu tramwajowego, wytwarzanego w latach 1955–1957 w zachodnioniemieckich zakładach Duewag w Düsseldorfie dla systemu tramwajowego we Frankfurcie nad Menem.

## Konstrukcja
L to jednokierunkowe, czteroosiowe, wysokopodłogowe, silnikowe wagony tramwajowe. Nadwozie o konstrukcji stalowej opiera się na dwóch dwuosiowych wózkach. Do wnętrza tramwaju prowadzi troje drzwi harmonijkowych, przy czym pierwsze drzwi są jednoczęściowe, a pozostałe dwuczęściowe. Wewnątrz tramwaju umieszczono skórzane siedzenia. Po lewej stronie przedziału pasażerskiego zamontowano zarówno podwójne, jak i pojedyncze siedzenia, po prawej stronie natomiast wyłącznie pojedyncze. Kabina motorniczego nie została odgrodzona od przestrzeni dla pasażerów. Każdy z wózków napędzany jest jednym silnikiem. Prąd zasilający obwodu elektryczne tramwaju odbierany jest z sieci trakcyjnej za pośrednictwem pantografu nożycowego. Doczepy typu l odróżniały się od tramwajów silnikowych brakiem kabiny motorniczego i pantografu.

## Historia
W latach 1955–1957 Frankfurt nad Menem zamówił łącznie 42 składy tramwajowe złożone z wagonów silnikowych serii L und oraz doczep l. Dwa prototypy o numerach 201 i 202 dostarczono w 1955 r. z zakładów Düwag. W latach 1956–1957 miasto otrzymało 40 wagonów z produkcji seryjnej, którym nadano numery taborowe 203–242. Wagony silnikowe nr 203–217 oraz doczepy nr 1203–1217 fabrycznie wyposażono w szersze obręcze kół i podwójne reflektory, aby mogły one kursować na podmiejskich liniach do Oberursel i Bad Homburg vor der Höhe. W celu odróżnienia ich od pozostałych tramwajów, wagony silnikowe i doczepne przeznaczone na linie podmiejskie otrzymały odpowiednio oznaczenia Lv i lv. Tramwaje typu L wraz z doczepami l zakończyły kursowanie w 1996 r. Do celów muzealnych pozostawiono dwa składy: 236+1219 i 124+1242. W 1997 r. do Szczecina sprowadzono cztery doczepy typu l, lecz jedynie trzy z nich przystosowano do kursowania po szczecińskich torowiskach. W 2002 r. wszystkie doczepy wycofano z eksploatacji, a jedną o numerze 551 poddano kilka lat później remontowi i przekazano do Muzeum Techniki i Komunikacji.

## Dostawy
| Państwo        | Miasto              | Typ            | Lata dostaw    | Liczba | Numery taborowe |       |
| -------------- | ------------------- | -------------- | -------------- | ------ | --------------- | ----- |
| RFN            | Frankfurt nad Menem | L              | 1955–1957      | 42     | 201–242         | [ 1 ] |
| RFN            | Frankfurt nad Menem | l              | 1955–1957      | 42     | 1201–1242       | [ 1 ] |
| Łączna liczba: | Łączna liczba:      | Łączna liczba: | Łączna liczba: | 84     |                 |       |

## Galeria

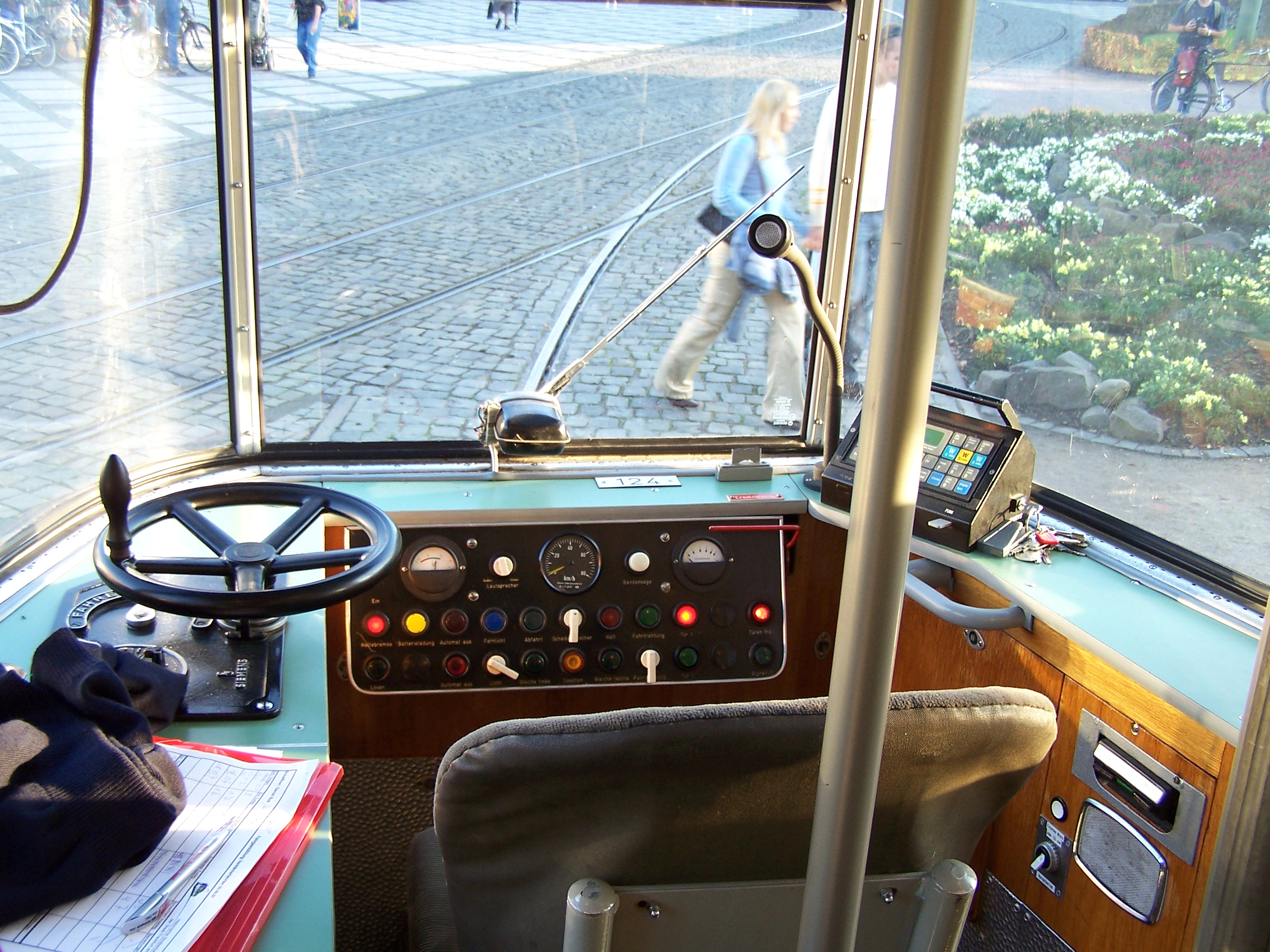
Pulpit motorniczego
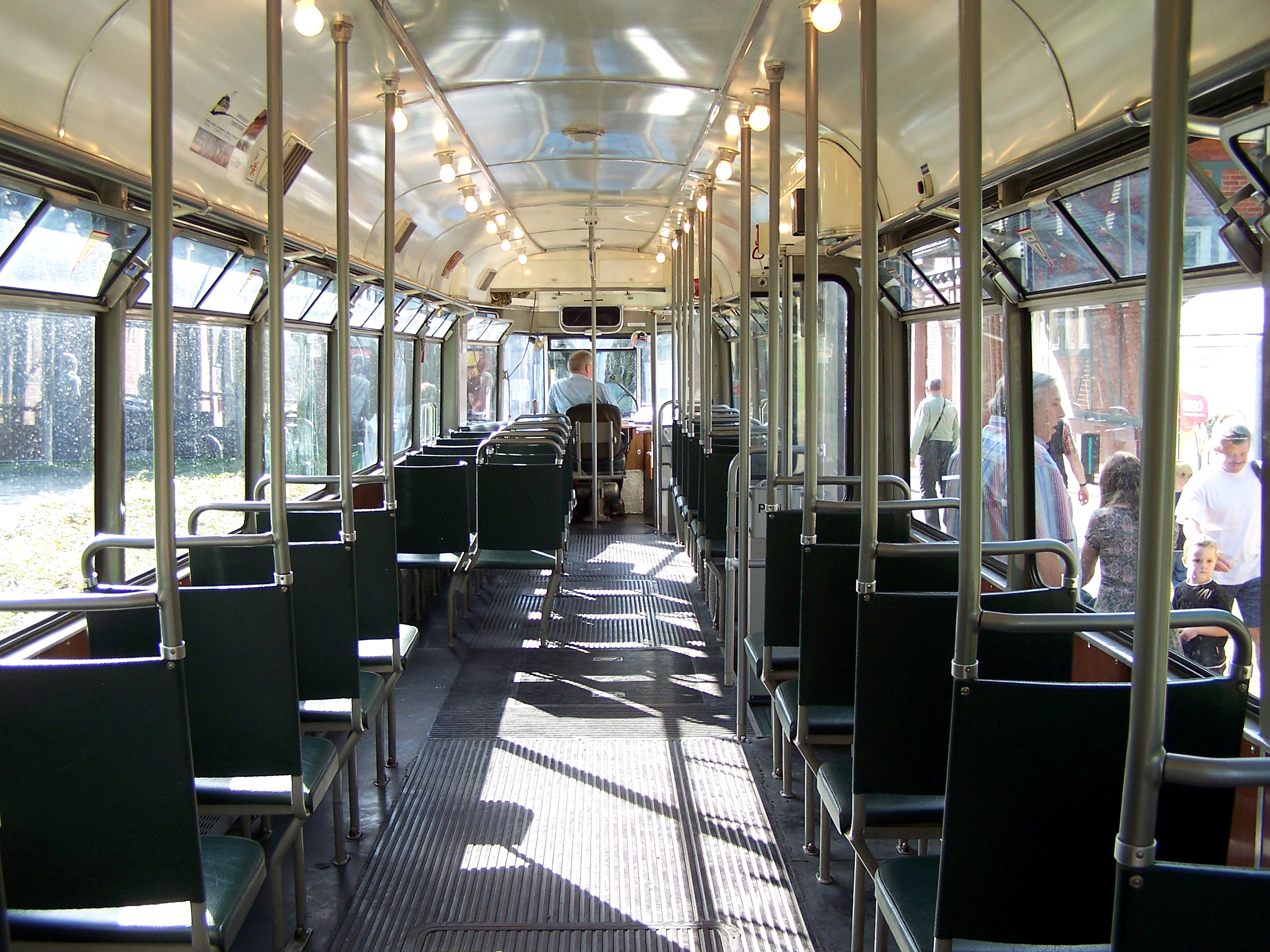
Wnętrze
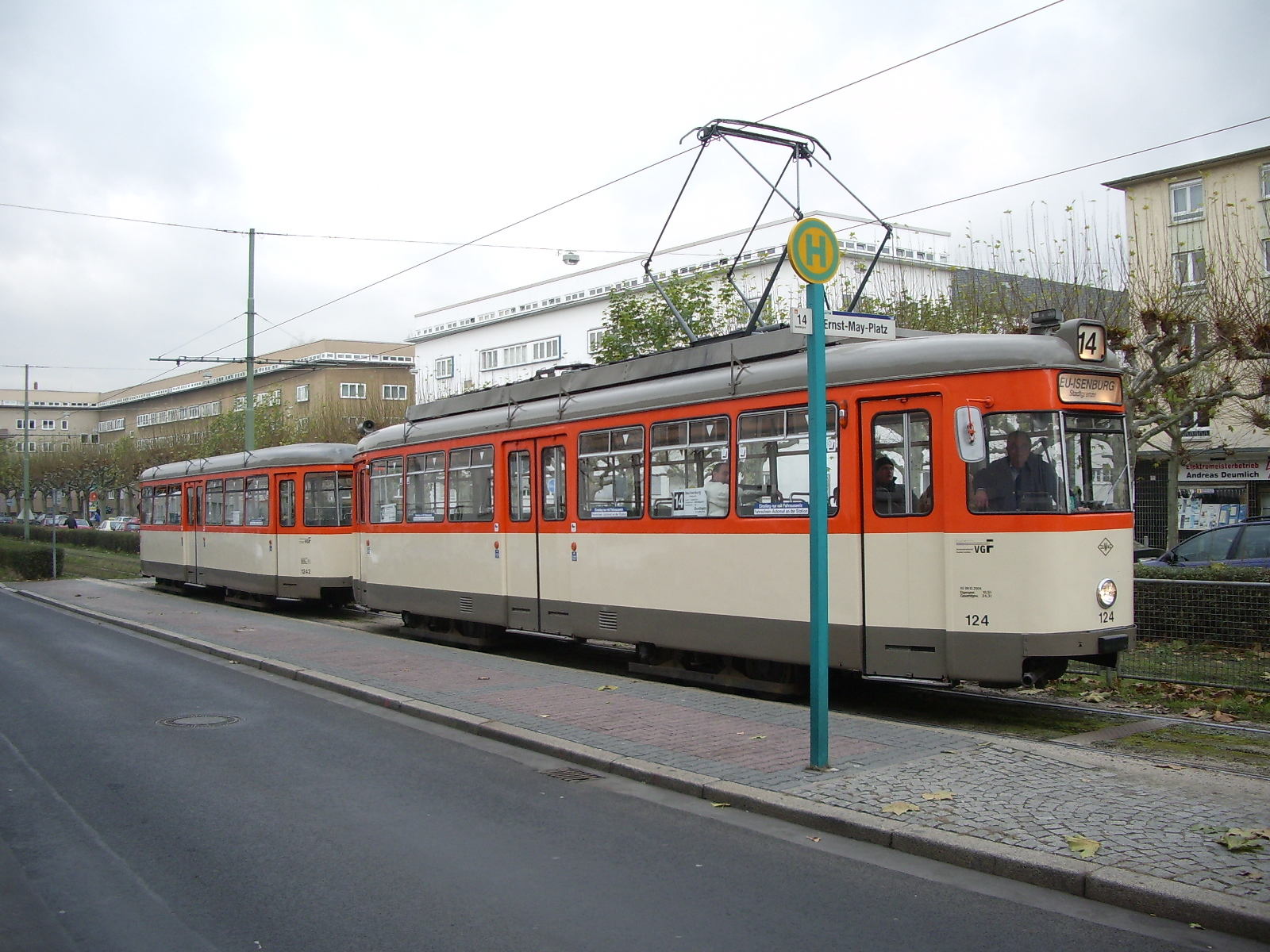
Skład wagonów 124+1242
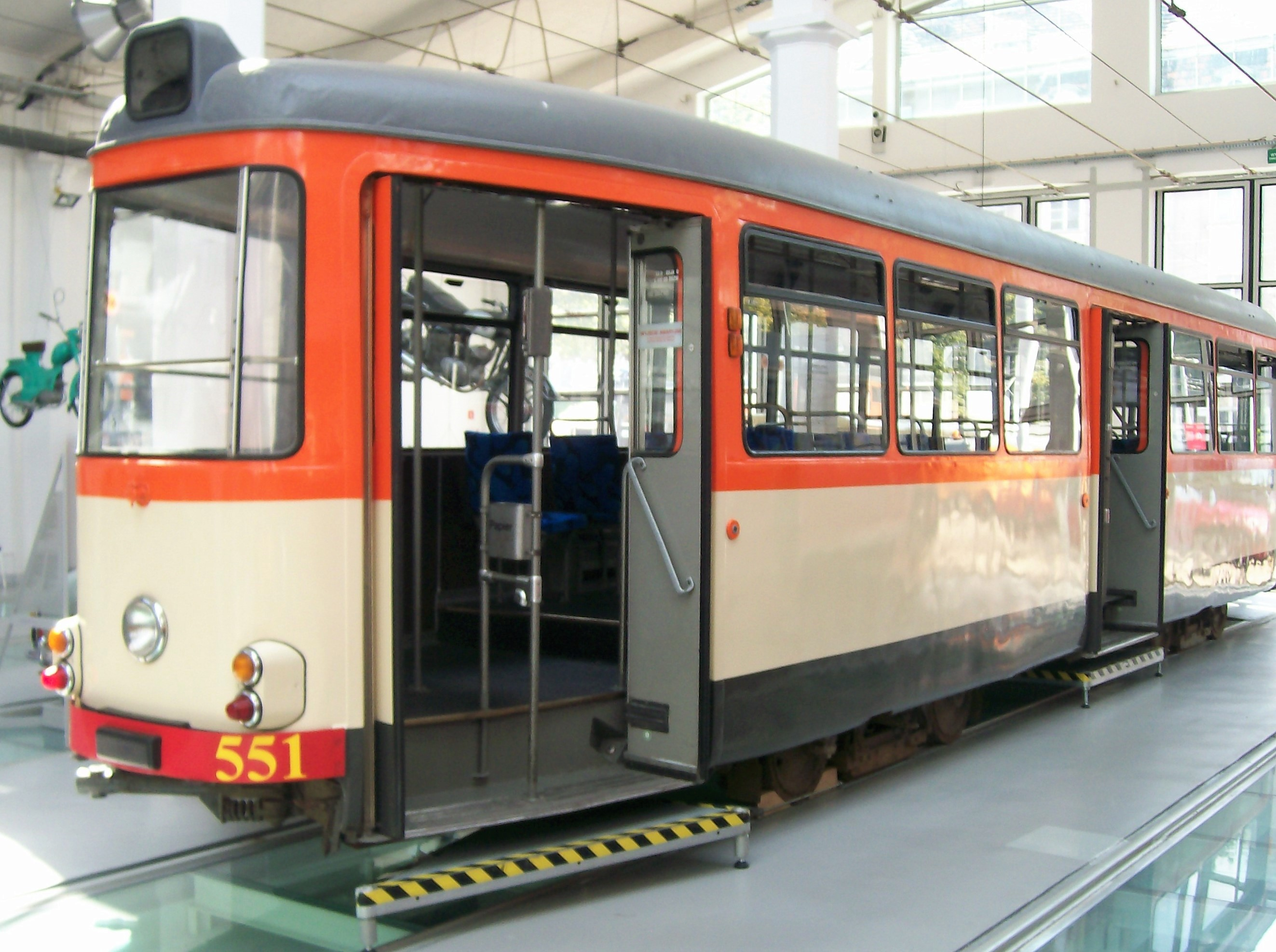
Ex-frankfurcka doczepa typu l w Szczecinie